# Living Single
Living Single es una serie de televisión estadounidense creada por Yvette Denise Lee, que se emitió durante cinco temporadas en la cadena Fox, desde el 22 de agosto de 1993 hasta el 1 de enero de 1998. El programa se centra en las vidas de seis amigos de la ciudad de Nueva York que comparten experiencias personales y profesionales mientras viven en un condominio (brownstone) de Brooklyn.

## Trama
Living Single se centra en seis amigos de veintitantos años que viven la vida de solteros en Prospect Heights, Brooklyn.
La serie se centraba en dos departamentos diferentes de un condominio, una compartida por tres mujeres independientes y la otra por dos amigos que se conocen desde su infancia en Cleveland, Ohio. En el primer apartamento viven Khadijah James (Queen Latifah), la editora y fundadora de la revista independiente FLavor, con su dulce pero ingenua prima Synclaire (Kim Coles), una aspirante a actriz que trabajaba como asistente de Khadijah, junto a su vieja amiga de Nueva Jersey, Regine Hunter (Kim Fields), una vanidosa pero hermosa chica en la constante búsqueda de un hombre con dinero que se case con ella. Por otro lado está Maxine «Max» Shaw (Erika Alexander), la mejor amiga de Khadijah, quien no vive en el departamento pero pasa la mayor parte del tiempo en el para compartir con las chicas.
Kyle Baker (T. C. Carson) y Obie Jones (John Henton) viven en aquel segundo apartamento. Obie era el simpático pero bucólico encargado del mantenimiento del propietario de su edificio (y de los vecinos), que sentía un profundo afecto por Synclaire y mucha y divertida sabiduría casera para todos los demás. Kyle era un corredor de bolsa cuyas constantes discusiones verbales con Max no servían para enmascarar la evidente atracción sexual que sentían el uno por el otro.
Juntos, viven constantes aventuras, peleas, romances y desamores que los orillan a aprender de sus errores y convivir en armonía como los buenos amigos que son.

## Temporadas
| Temporada | Temporada | Episodios | Episodios | Emisión original         | Emisión original   |
| Temporada | Temporada | Episodios | Episodios | Primera emisión          | Última emisión     |
| --------- | --------- | --------- | --------- | ------------------------ | ------------------ |
|           | 1         | 27        | 27        | 22 de agosto de 1993     | 15 de mayo de 1994 |
|           | 2         | 27        | 27        | 1 de septiembre de 1994  | 18 de mayo de 1995 |
|           | 3         | 27        | 27        | 31 de agosto de 1995     | 9 de mayo de 1996  |
|           | 4         | 24        | 24        | 29 de agosto de 1996     | 8 de mayo de 1997  |
|           | 5         | 13        | 13        | 11 de septiembre de 1997 | 1 de enero de 1998 |

## Reparto

### Principales
| Actor           | Personaje                    | Temporadas | Temporadas | Temporadas | Temporadas | Temporadas | Temporadas |
| Actor           | Personaje                    | 1          | 2          | 3          | 4          | 5          |            |
| --------------- | ---------------------------- | ---------- | ---------- | ---------- | ---------- | ---------- | ---------- |
| Queen Latifah   | Khadijah James               | Principal  | Principal  | Principal  | Principal  | Principal  |            |
| Kim Coles       | Synclaire James              | Principal  | Principal  | Principal  | Principal  | Principal  |            |
| Kim Fields      | Regine Hunter                | Principal  | Principal  | Principal  | Principal  | Principal  |            |
| Erika Alexander | Maxine «Max» Shaw            | Principal  | Principal  | Principal  | Principal  | Principal  |            |
| T. C. Carson    | Kyle Barker                  | Principal  | Principal  | Principal  | Principal  | Recurrente |            |
| John Henton     | Overton Jones                | Principal  | Principal  | Principal  | Principal  | Principal  |            |
| Mel Jackson     | Ira Lee «Tripp» Williams III |            |            |            |            | Principal  |            |

- Queen Latifah como Khadijah James, es una graduada de Howard y editora y publicadora de Flavor, una revista independiente devota en los intereses de la comunidad afroamericana.
- Kim Coles como Synclaire James, la prima ingenua y carismática de Khadijah, que es recepcionista en Flavor y una aspirante a actriz. El personaje estaba originalmente estipulado para ser interpretado por Monie Love, amiga y colaboradora de Latifah, pero por problemas de agenda no pudo tomar la parte.
- Kim Fields como Regine Hunter, la compañera de cuarto de Khadijah (además de su amiga de la infancia) y Synclaire, que además de hermosa y vanidosa es chismosa y amorosa. Fields abandonó la serie a tres episodios del final.
- Erika Alexander como Max Shaw, una abogada de carácter fuerte, mejor amiga de Khadijah y su antigua compañera de cuarto en Howard, que creció en Filadelfia; pasa la mayor parte del tiempo en el apartamento de las mujeres.
- T. C. Carson como Kyle Baker (principal en temporadas 1-4; recurrente en temporada 5), un seductor corredor de bolsas y compañero de cuarto de Overton. Compañero de intercambios verbales de Max y su interés amoroso intermitente.
- John Henton como Overton Jones, el amigo de Kyle y el manager del edificio donde viven todos. Más adelante se relaciona con Synclaire y se vuelve  también copropietario del complejo de apartamentos en el que vivía la banda.
- Mel Jackson como Tripp Williams (temporada 5), el nuevo compañero de cuarto de Khadijah y Regine tras la partida de Synclaire. Es aspirante a compositor musical.

### Recurrentes
| Actor              | Personaje                   | Temporadas | Temporadas | Temporadas | Temporadas | Temporadas | Temporadas |
| Actor              | Personaje                   | 1          | 2          | 3          | 4          | 5          |            |
| ------------------ | --------------------------- | ---------- | ---------- | ---------- | ---------- | ---------- | ---------- |
| Cress Williams     | Terrence «Scooter» Williams | Recurrente | Recurrente | Recurrente | Recurrente | Recurrente |            |
| Shaun Baker        | Russell Montego             | Recurrente | Recurrente | Recurrente | Recurrente | Recurrente |            |
| Chip Fields        | Laverne Hunter              | Recurrente | Recurrente | Recurrente | Recurrente | Recurrente |            |
| Rita Owens         | Rita James                  | Recurrente | Recurrente | Recurrente | Recurrente |            |            |
| Michael Warren     | Ed James                    | Recurrente | Recurrente | Recurrente | Recurrente |            |            |
| Heavy D            | Darryl                      |            | Recurrente |            | Invitado   |            |            |
| Barbara Montgomery | Onetta «Nana» James         |            | Recurrente |            |            |            |            |
| Khalil Kain        | Keith                       |            |            | Recurrente | Recurrente |            |            |
| Bumper Robinson    | Ivan Ennis                  |            |            | Recurrente | Recurrente |            |            |
| Isaiah Washington  | Dr. Charles Roberts         |            |            |            | Recurrente |            |            |
| Don Franklin       | Dexter Knight               |            |            |            |            | Recurrente |            |
| Idalis DeLeon      | Roni DeSantos               |            |            |            |            | Recurrente |            |

- Cress Williams como Scooter Williams, el amigo de infancia de Khadijah y su novio.
- Shaun Baker como Russell Montego, un editor musical jamaiquino en la revista Flavor, enamorado de Regine.
- Chip Fields como Laverne Hunter, la madre de Regine.
- Rita Owens y Michael Warren como Rita y Ed James, los padres de Khadijah y tíos de Synclaire.
- Heavy D como Darryl, novio de Regine en la temporada 3.
- Barbara Montgomery como Nana Owens, la abuela de Khadijah.
- Khalil Kain como Keith, un artista y novio de Regine en la temporada 4.
- Bumper Robinson como Ivan Ennis, periodista en Flavor que está enamorado de Khadijah.
- Isaiah Washington como Dr. Charles Roberts, un anestesiólogo y novio de Khadijah en la temporada 4.
- Don Franklin como Dexter Knight, último novio y luego prometido de Regine.
- Idalis DeLeon como Roni DeSantos, una DJ neoyorquina e interés amoroso de Tripp.

### Invitados
Algunos invitados relevantes a lo largo de la serie fueron:
- En la temporada 1:
  - Freda Payne
  - Kellita Smith
  - Miguel A. Núñez, Jr.
  - Isabel Sanford
  - Ed McMahon
  - Flip Wilson
  - Nia Long
  - Terrence Howard
  - Cree Summer
  - Morris Chestnut
  - Michael Jai White
  - Arsenio Hall
- En la temporada 2:
  - Cheryl Miller
  - Branford Marsalis
  - Tamlyn Tomita
  - Franklin Cover
  - Gilbert Gottfried
  - Wayne Federman
  - Deion Sanders
  - Rosie O'Donnell
  - Shemar Moore
  - Phil Morris
  - Phil LaMarr
  - Vanessa Estelle Williams
  - Kadeem Hardison
  - Roberto Durán
  - Jenifer Lewis
  - Will Ferrell
  - Q-Tip
  - Regina King

- En la temporada 3: 
  - Gladys Knight
  - Antonio Fargas
  - CCH Pounder
  - Grant Hill
  - John O'Hurley
  - Eartha Kitt
  - Alonzo Mourning
  - Burt Ward
  - Dean Cain
  - [[Cris Carter]
  - Michael Boatman
  - Melvin Van Peebles
  - Mario Van Peebles
  - Brian McKnight
  - Jasmine Guy
  - Monica
  - Giancarlo Esposito
  - Tatyana Ali
  - Bobcat Goldthwait
- En la temporada 4: 
  - Tone Loc
  - Vivica A. Fox
  - Jeff Blake
  - Evander Holyfield
  - Kareem Abdul-Jabbar
  - Susan L. Taylor
  - Estelle Harris
  - CeCe Winans
  - Sherri Shepherd
  - Joseph Marcell
  - Jim Brown
  - Kenya Moore
- En la temporada 5: 
  - Montell Jordan
  - Tionne Watkins «T-Boz»
  - Cedric Ceballos
  - Chaka Khan
  - Keyshawn Johnson
  - Harold Perrineau
  - Joyce DeWitt
  - DJ Premier

## Medios domésticos
Warner Home Video lanzó la primera temporada completa de Living Single en DVD en la Región 1 el 14 de febrero de 2006. La serie completa también está disponible para descarga digital en Amazon.com y iTunes Store.
Posteriormente, Warner Archive lanzó las temporadas 2 a 5 en DVD en la Región 1. Se trata de lanzamientos de fabricación bajo demanda (MOD), disponibles en la tienda en línea de Warner y en Amazon.com.

## Producción
Queen Latifah y Kim Coles tenían acuerdos en desarrollo con FOX. En marzo de 1993, la cadena anunció a ambas actrices para protagonizar una sitcom titulada My Girls, sobre compañeras de habitación en Nueva York. El personaje de Khadijah fue creado especialmente para Latifah. Khadijah es una emprendedora que empieza una revista del estilo de vida urbano, con similitud con el emprendimiento de la misma Latifah cuando creó su propia compañía discográfica de hip-hop.  Finalmente, Fox cambió el título a Living Single, tres semanas antes del estreno.</ref> Fox changed the show's name to Living Single three weeks before its television debut.
La idea original de la creadora Yvette Lee Bowser era desarrollar una comedia en base a su vida y la de sus amigas, que cambiaría la perpesctiva de los jóvenes afroamericanos en televisión. Su propósito era representar personajes negros con positividad y sin estereotipos. Bowser notó que las cuatro mujeres protagonistas de Living Single son diferentes versiones de ella misma, citando: «Yo he sido tonta como Synclaire, superficial como Regine, amargada como Max y enfocada como Khadijah».
En mayo de 1997, Fox anunció que había encargado 13 episodios de la quinta temporada de Living Single, pero que se retrasaría hasta enero de 1998. Tres meses después, Fox hizo un cambio en su programación de otoño, retrasó la emisión de una nueva comedia llamada Rewind, y decidió estrenar la quinta temporada de Living Single el 11 de septiembre. El último episodio de la quinta temporada se emitió el 1 de enero de 1998.

## Recepción
Durante su primera temporada, Living Single obtuvo constantemente mejores índices de audiencia que Martin, que se emitía en la franja horaria inmediatamente anterior los jueves por la noche, y se convirtió rápidamente en el cuarto programa de mayor audiencia emitido por Fox entre sus 12 series actuales.
Durante su emisión, Living Single se convirtió en una de las comedias afroamericanas más populares de su época, situándose entre las cinco primeras en audiencia afroamericana en las cinco temporadas. Los críticos de la prensa contrastaron Living Single con Friends, inspirada en las experiencias postuniversitarias de Marta Kauffman y David Crane y en desarrollo alrededor de noviembre de 1993, después del estreno de la serie de culto.  En Living Single aparecían personajes negros de éxito, como un abogado, un corredor de bolsa y un empresario, a diferencia de Friends, que contaba con un elenco blanco formado por una camarera, una cantante de folk y un actor desempleado. La creadora del programa, Yvette Lee Bowser, se mostró decepcionada porque Warner Bros. Television no promocionara Living Single tanto como Friends.